# Age of Wonders (jeu vidéo)
Age of Wonders est un jeu vidéo de stratégie au tour par tour développé par Triumph Studios, pour les éditeurs Gathering of Developers. Il sort en France sur Windows en janvier 2000. Le jeu a bénéficié de trois suites intitulées Age of Wonders 2: The Wizard's Throne,  Age of Wonders: Shadow Magic et  Age of Wonders III publiées respectivement en 2002, 2003 et 2014.

## Trame
Age of Wonders se déroule dans un monde médiéval-fantastique. Dans celui-ci, les Humains ont été bannis du jardin d’Eden avant d’être secourus par les gardiens de la vallée des merveilles qui les accueillent dans le royaume des Elfes. Un lent déclin commence alors pour ce dernier, les Humains se révélant incontrôlables. Après la mort du souverain des Elfes, le magicien Lord Inioch, les Humains parviennent à prendre le contrôle de la vallée des merveilles et forcent les Nains et les Elfes à fuir leur royaume. Confronté à l’inévitable expansion des Humains, le fils d'Inioch, Meandor, met en place un nouveau culte ayant pour objectif de les éradiquer. Après avoir essuyé de nombreuses défaites et devant le refus des autres races du royaume de lui prêter main-forte, le culte trouve de l’aide auprès des races les plus malfaisantes du royaume qui provoquent la terreur dans les rangs humains. Ceux-ci ripostent en attaquant par méprise les derniers gardiens Elfes, déclenchant une guerre civile entre ces derniers et les Elfes noirs. Le conflit ne tarde pas à s’étendre à l’ensemble du royaume.

## Système de jeu
Ce jeu a été conçu pour reprendre le style ludique de Master of Magic, sorti sous plate-forme DOS quelques années auparavant. On y trouve les mêmes dosages de créatures fantastiques, de magie, de héros évoluant dans un univers d'héroic-fantasy que dans ce jeu.
Certaines fonctionnalités sont issues de Warlords[Lequel ?], notamment en ce qui concerne l'approche sur les héros et la présence de ruines donnant une teinte "jeu de rôle médiéval-fantastique".
Le jeu comprend deux parties distinctes :
- Le mode stratégique :

Ce mode se déroule sur une carte de campagne, où les unités évoluent et se lancent à la découverte du terrain, et où le joueur doit gérer ses villes et ses armées.
Les cartes peuvent avoir différentes dimensions et surtout jusqu'à trois niveaux : la surface, le sous-sol et les profondeurs.
Certaines cartes exploitent considérablement cette possibilité et donnent des environnements sous lesquels une surface verdoyante suggérant un monde paradisiaque cache des profondeurs dont les rivières de lave donnent une ambiance infernale.
- Le mode tactique :

En cas de combat, le joueur doit positionner ses unités dans la bataille et les diriger afin de remporter l'affrontement. Lorsque l'issue du combat est certaine, ou lorsqu'un héros ne risque pas sa peau, le programme permet de résoudre automatiquement la bataille pour gagner du temps. Il est donc possible d'effectuer une partie de type wargame, en ne passant en mode tactique que pour les grandes batailles telles les sièges de capitales adverses.
Bien que le jeu ne soit pas multijoueur au sens jeu en ligne, il est possible de sélectionner plusieurs joueurs humains sur une carte, qui dans ce cas jouent l'un après l'autre sur la même partie (mode hotseat. Le jeu rencontre alors l'inconvénient majeur de ce type de jeu tour par tour : les délais entre chaque tour peuvent être assez longs.
Les autres joueurs gérés par l'ordinateur peuvent avoir trois niveaux de difficulté, la même carte pouvant alors passer d'un duel bénin à un challenge considérable.

## Races
Le jeu comporte 12 races, regroupées de manière manichéenne par alignement : le camp du bien, le camp des "neutres" (ou non alignés) et le camp du mal ; chaque camp comporte 4 races. Le camp du bien et celui du mal sont divisés entre Adeptes (du bien ou du mal) et Disciples, la différence se situant au niveau de l'alignement concret : les Longilides, Adeptes du bien, sont encore plus opposés aux forces du mal que les autres races de bien (et inversement pour les Revenants, le peuple le plus mauvais).
- Les races du bien : Elfes, Halfings, Nains, Longilides.
- Les races neutres : Humains, Korgelés, Azracs (Tigrains), Sauriens.
- Les races du mal : Elfes noirs, Orcs, Gobelins et Morts-Vivants.

Les grandes cartes, notamment, permettent d'introduire chacune des races et de leur affecter un royaume natif ; certains biomes sont plus appropriés pour certaines : par exemple, les Elfes et leurs unités reçoivent des bonus en forêt.
Le chef de faction a lui aussi un alignement de par les sphères de magie qu'il choisit en début de partie. On peut très bien alors imaginer des combinaisons telles que des "Halflings du Chaos" ou des "Orcs de la Nature", même s'il est fortement conseillé de choisir des sphères correspondant à la race jouée car les créatures invoquées risquent fort de se rebeller. La race de départ importe peu puisque les conquêtes vont permettre de diversifier le cheptel de créatures du royaume. En revanche, tenter d'obtenir une population homogène pour un camp est important, dans la mesure où il est possible de faire émigrer la population de référence vers une cité conquise, au détriment de la race autochtone. Les relations entre le joueur et les races deviennent dans ce cas extrêmement polarisées. Un autre style de jeu consiste à prendre les Sauriens, qui sont neutres vis-à-vis que presque toutes les autres races. Il est alors possible de composer des armées hétéroclites possédant des capacités diverses, provoquant la panique dans les rangs adverses dans de nombreuses situations.

## Scénarios etmods
Le jeu est fourni avec un éditeur de scénarios et de cartes. Cette possibilité a reçu énormément de succès. De plus, l'apparition du premier mod qui changeait les caractéristiques de certaines unités, voire en créait de nouvelles, fut à ce point appréciée par la communauté que certains mods devinrent quasiment des standards.

## Accueil
| Age of Wonders        |      |       |
| Média                 | Nat. | Notes |
| Computer Gaming World | US   | 4/5   |
| Cyber Stratège        | FR   | 4.5/5 |
| Eurogamer             | UK   | 90 %  |
| GameSpot              | US   | 86%   |
| Gen4                  | FR   | 3/6   |
| IGN                   | US   | 88%   |
| Jeuxvideo.com         | FR   | 14/20 |
| Joystick              | FR   | 51 %  |
| PC Jeux               | FR   | 85 %  |
| PC Gamer US           | US   | 91 %  |
| PC Zone               | UK   | 55 %  |
| Compilations de notes |      |       |
| GameRankings          | US   | 82.5% |